# 辻第一
辻 第一（つじ だいいち、本名：つじ ていいち、1926年〈大正15年〉2月6日 - 2013年〈平成25年〉1月4日）は日本の医師、政治家。元・衆議院議員（日本共産党公認、通算6期）。

## 来歴・人物
京都府京都市出身。京都大学附属医学専門学校を卒業後、1949年（昭和24年）伏見保健所勤務を経て、1955年（昭和30年）医療法人岡谷会（奈良民医連に加盟）岡谷病院に勤務、1963年（昭和38年）には同片桐民主病院（現・片桐民主診療所）長に就任。1979年の衆院選で奈良県全県区から出馬し初当選を果たす。以後通算6期17年衆議院議員を務め、2000年（平成12年）に引退を表明する。
議員在職中は共産党奈良県医療対策委員長、衆議院内閣・決算・運輸・建設の各常任委員、同交通安全特別委員などを歴任。建築確認及び検査の民間開放などを盛り込んだ建築基準法改正に反対の立場から政府の姿勢を質したほかに、大滝ダム（2002年（平成14年）完成）に地滑りの危険性を指摘した。また、ドクターヘリを導入するよう先駆的な提起も行っていることでも知られる。
民医連の医師として患者を診る中で「政治の貧困さ」を感じ、1966年（昭和41年）に日本共産党に入党。1976年の衆院選に初挑戦して約6万票で落選し、次の79年の衆院選で「生命と暮らしを守る」と訴えて約9万票を獲得して3位当選を果たした。共産党としては竹村奈良一以来、実に30年ぶりの議席である。奈良市芝辻町の選挙事務所は、駆けつけた党員・支持者らの喜びが爆発したという。この選挙の盛り上がりを、共産党奈良県委員長であった渡辺徳弘は「野の仏が立った」と述べている。医師としての献身的な活動と人柄の良さから多くの人から支持を集めた。スローガンは「いのち第一、辻第一」、党国会議員団の健康も気遣った。また、選挙の応援に駆け付けるときは、奈良市の東向き商店街の直径20センチほどもある三笠を差し入れたという。
2013年（平成25年）1月4日、腎不全のため死去、享年86。葬儀は7日にならやま会館で行われた。5月26日、平群町の星ノ尾墓地にある日本共産党奈良県委員会活動家の墓に合葬され（第19回合葬追悼式）、10月5日、東京都八王子市の上川霊園にある日本共産党常任活動家の墓に合葬された（第18回合葬追悼式）。

## 政歴
- 1976年（昭和51年） 第34回衆議院議員総選挙 奈良県全県区 落選
  - 得票数：60,351票 得票率：10.7% 順位：7位（最下位）
- 1979年（昭和54年） 第35回衆議院議員総選挙 奈良県全県区 当選
  - 得票数：92,150票 得票率：16.7% 順位：3位
  - 委員会発言：7回
- 1980年（昭和55年） 第36回衆議院議員総選挙 奈良県全県区 当選
  - 得票数：91,265票 得票率：15.5% 順位：3位
  - 本会議発言：2回 委員会発言：79回
  - 「私鉄運賃値上げに関する質問主意書[11]」（四ツ谷光子と共同提出、1983年9月29日提出）
- 1983年（昭和58年） 第37回衆議院議員総選挙 奈良県全県区 当選
  - 得票数：80,307票 得票率：12.5% 順位：5位
  - 本会議発言：1回 委員会発言：83回
  - 「保育問題に関する質問主意書[12]」（1984年5月30日提出）
- 1986年（昭和61年） 第38回衆議院議員総選挙 奈良県全県区 当選
  - 得票数：89,269票 得票率：13.5% 順位：4位
  - 本会議発言：2回 委員会発言：126回
  - 「訪問教育高等部の制度化と教員定数改善の早期完結に関する質問主意書[13]」（1988年5月13日提出）
  - 「特別養護老人ホームの拡充に関する質問主意書[14]]（1988年5月20日提出）
  - 「文化財防災対策及び文化財保存対策の充実に関する質問主意書[15][リンク切れ]」（1989年6月7日提出）
- 1990年（平成2年） 第39回衆議院議員総選挙 奈良県全県区 当選
  - 得票数：80,501票 得票率：10.7% 順位：5位
  - 本会議発言：3回 委員会発言：129回
  - 「国土利用計画法の運用等に関する質問主意書[16]」（1992年1月16日提出）
- 1993年（平成5年） 第40回衆議院議員総選挙 奈良県全県区 落選
  - 得票数：82,673票 得票率：11.1% 順位：6位（次点）
- 1996年（平成8年） 第41回衆議院議員総選挙 比例近畿ブロック 当選
  - 選挙区：奈良県第1区 得票数：33,802票 得票率：20.7% 順位：3位（比例復活）
  - 本会議発言：3回 委員会発言：125回[17]（2013年（平成25年）1月17日閲覧）

## 政策
- 選択的夫婦別姓制度導入に賛成[18]。

## 著作
- 「いのちが大切にされる世の中へ」『前衛』444号（日本共産党中央委員会、1979年12月）
- 「視点を教えてくれた部落の生活」『部落』390号（部落問題研究所、1980年3月）
- 「船員関係法およびSTCW条約批准 - 国会審議のあらまし」『海員』396号（全日本海員組合、1982年7月）
- 「国会レポート - 国鉄問題、県民要求に真正面から」『前衛』504号（日本共産党中央委員会、1984年3月）
- 「教宣ルポ - 政府は外航の危機を救え」『海員』445号（全日本海員組合、1986年8月）
- 「老健法案は衆院で修正可決し参院へ」『週刊社会保障[19]』1410号（株式会社法研、1986年12月）
- 『折々のスケッチ』（辻第一事務所、1992年12月）
- 「日本共産党奈良県委員会主催 世界遺産シンポジウム - 主催者あいさつ」『前衛』684号（日本共産党中央委員会、1997年3月）